# Thẩm Điền Tử
Thẩm Điền Tử (chữ Hán: 沈田子, 383 – 418), tên tự là Kính Quang, người Vũ Khang, tướng lĩnh nhà Đông Tấn trong lịch sử Trung Quốc. Ông là em trai của Thẩm Uyên Tử.

## Bắc phạt Nam Yên
Điền Tử đi theo Lưu Dụ chiếm Kinh Khẩu, bình Kinh Ấp (tức kinh đô Kiến Nghiệp), nhận chức Tham Trấn quân sự (chức của Lưu Dụ khi ấy là Trấn quân tướng quân), được phong Doanh Đạo huyện ngũ đẳng hầu.
Năm Nghĩa Hi thứ 5 (409) thời Đông Tấn An đế, Lưu Dụ bắc phạt Nam Yên, Điền Tử lĩnh quân cùng Long tương tướng quân Mạnh Long Phù làm tiền phong. Mộ Dung Siêu đặt doanh ở Lâm Cù chống lại, Long Phù tử trận, ông ra sức chiến đấu, đánh bại quân Yên.

## Bình định Quảng Châu
Khi Lư Tuần bức đến Kinh Ấp, Lưu Dụ sai Điền Tử cùng Kiến uy tướng quân Tôn Xử theo đường biển tập kích Quảng Châu, được gia chức Chấn vũ tướng quân. Đồng đảng của Lư Tuần là Từ Đạo Phúc quay về giữ Thủy Hưng, ông cùng Hữu tướng quân Lưu Phiên thảo phạt.
Lư Tuần quay về Quảng Châu, Điền Tử lo rằng thành Quảng Châu tuy kiên cố, nhưng vốn là sào huyệt của Tuần, mà Quý Cao (tên tự của Xử) binh mỏng sức kém; vả lại ông đã cùng Quý Cao gian nan vượt biển mới lấy được Quảng Châu, không thể điềm nhiên ngồi nhìn, nên xin được quay về ứng cứu. Về đến Quảng Châu thì Tuần đã vây thành, Điền Tử bày trận "bối thủy", tự mình đi trước sĩ tốt, đánh tan nghĩa quân. Sau đó ông thừa thắng truy kích, lần lượt đánh bại nghĩa quân ở Thương Ngô, Úc Lâm, Ninh Phổ. Vì Quý Cao bệnh mất, ông quay về Quảng Châu, sau đó tiến hành đánh dẹp trong vùng, nội tuần trăng là xong. Thứ sử Trử Thăng đến, Điền Tử quay về kinh sư. Được làm Thái úy tham quân, Hoài Lăng nội sử, ban tước Đô Hương hầu. Làm Tham Thế tử Chinh lỗ quân sự, tướng quân, nội sử như cũ.
Năm thứ 8 (412), Điền Tử tham gia thảo phạt Lưu Nghị. Năm thứ 11 (415), tham gia thảo phạt Tư Mã Hưu Chi. Điền Tử lĩnh quân riêng, giúp việc cho Chinh lỗ tướng quân Triệu Luân Chi, làm Tham Chinh lỗ quân sự, Chấn Vũ tướng quân, Phù Phong thái thú.

## Kỳ binh Thanh Nê
Năm thứ 12 (416), Lưu Dụ bắc phạt Hậu Tần, Điền Tử cùng Thuận Dương thái thú Phó Hoằng Chi đều lĩnh quân riêng, từ Vũ Quan tiến vào, đóng ở Thanh Nê. Tần đế Diêu Hoằng muốn chống lại quân Tấn, lại sợ Điền Tử tập kích sau lưng, bèn soái mấy vạn quân, bất ngờ đến Thanh Nê. Ông vốn là nghi binh, chỉ có vài trăm quân, mà vẫn muốn đánh ngay. Hoằng Chi sợ ít không địch nổi nhiều, cương quyết không đi. Điền Tử nhân lúc quân Tần mới đến, cổ vũ tướng sĩ, hăng hái chiến đấu. Bộ hạ của ông đều là dũng sĩ Giang Đông, giỏi dùng binh khí ngắn, đánh cho quân Tần tan tác, giết mấy vạn người, Điền Tử bắt được xe, áo của Diêu Hoằng. Lưu Dụ dâng biểu báo công của ông.
Bình được Trường An, Lưu Dụ bày tiệc ở điện Văn Xương, ban rượu, nói: "Bình được Hàm Dương, là công của khanh vậy!" lập tức cho ông thụ chức Hàm Dương, Thủy Bình 2 quận thái thú.
Lưu Dụ trở về miền nam, để con trai Quế Dương công Lưu Nghĩa Chân ở lại giữ Trường An, lấy Điền Tử làm An Tây trung binh tham quân, Long tương tướng quân, Thủy Bình thái thú.

## "Phát cuồng" Quan Trung
Điền Tử và bọn Hoằng Chi nhiều lần dâng lời rằng Vương Trấn Ác là người Quan Trung, không đáng tin, Lưu Dụ nói: "Nay (ta) để lại các khanh cùng hàng vạn tinh binh tướng sĩ văn vũ, nếu hắn muốn làm việc chẳng lành, chính là tự diệt mình, chớ nhiều lời nữa."
Về sau, vua nước Hạ là Phật Phật (tức Hách Liên Bột Bột) sai tướng đến xâm phạm, Điền Tử sợ địch mạnh, không tiến, bị Vương Trấn Ác cật vấn, nên thâm hận trong lòng. Năm thứ 14 (418), ông cùng An Tây Tư mã Vương Trấn Ác ra Bắc Địa chống lại quân Hạ, bèn phao truyền trong quân rằng Trấn Ác muốn giết hết người miền nam, giữ Quan Trung làm phản. Điền Tử và Hoằng Chi đồng mưu, giả lệnh truyền của Lưu Dụ, mượn cớ ấy giết chết ông ta. Họ mời Trấn Ác đến doanh trại của Hoằng Chi, người họ hàng của Điền Tử là Thẩm Kính Nhi giết chết ông ta ngay ở chỗ ngồi.
Điền Tử đưa mấy chục người thân cận đến chỗ Lưu Nghĩa Chân. Ngày 15/1, Trưởng sử Vương Tu bắt giết Điền Tử ở ngoài cửa Cảo Thương, Trường An, khi ấy ông được 36 tuổi.
Điền Tử từng được báo công lên thiên tử, nay phát ra việc này, Lưu Dụ tâu rằng ông đột ngột mắc bệnh cuồng, không cần truy cứu nữa. Vì Điền Tử không có con, em trai Lâm Tử lấy con thứ hai của mình là Lượng làm hậu tự cho ông.